# 塔不已兒
塔不已兒（？—1254年），又作答不葉兒。蒙古束吕糺氏（散只兀氏），蒙古帝国将领。
窝阔台时，塔不已兒担任招讨使，领兵征伐金朝的信安、河南等地。以功授金虎符、征行萬戶。1241年，燕京路保州等处、每二十户簽軍一名，令答不葉兒統領出軍。真定、河間、邢州、大名、太原等路，除先簽軍人外，於断事官失吉忽秃忽新籍民户三十七万二千九百七十二人数内，每二十丁起軍一名，令属答不葉兒統領。1254年，因病而死。子脫察剌、孙重喜襲職。

## 延伸阅读
[在维基数据编辑]
 《元史·卷123》，出自宋濂《元史》
 《新元史/卷152》，出自柯劭忞《新元史》